# Podgora (Dubrovačko primorje)
Podgora falu Horvátországban, Dubrovnik-Neretva megyében. Közigazgatásilag Dubrovačko primorje községhez tartozik.

## Fekvése
A Dubrovnik városától légvonalban 29, közúton 42 km-re, községközpontjától légvonalban 6, közúton 8 km-re északnyugatra a tengermelléken, a hercegoviai határ közelében fekszik. Házai szétszórtan terülnek el.

## Története
Podgora területe már az ókorban lakott volt. Az itt élt első ismert nép az illírek voltak, akik az i. e. 2. évezredtől fogva éltek itt magaslatokon épített erődített településeken és kövekből rakott halomsírokba temetkeztek. Halomsírjaikból három található a település határában is. Az illírek i. e. 35-ig uralták a térséget, amikor Octavianus hadai végső győzelmet arattak felettük. A Nyugatrómai Birodalom bukása után 493-tól a keleti gótok uralták a területet. 535-ben Dalmáciával együtt a Bizánci Császárság uralma alá került. A horvátok ősei a 7. században érkeztek Dalmáciába és csakhamar megalapították első településeiket. Ezek elsőként a termékeny mező melletti, ivóvízzel rendelkező helyeken alakultak ki. A Dubrovniki tengermellék hét plébániájával Zahumljéhez tartozott, a zsupán az északnyugatra fekvő Ošljéban székelt egészen az 1241-ben bekövetkezett tatárjárásig. Ezután a zsupán az innen délkeletre fekvő Slanóba települt át és ez a település lett az egész Dubrovniki tengermellék központja. 1399-ben a Dubrovniki tengermellékkel együtt Podgora területe is a Raguzai Köztársaság része lett, amely 1500 aranydukátért megvásárolta Ostoja bosnyák királytól.
A Raguzai Köztársaság bukása után 1806-ban Dalmáciával együtt ez a térség is a köztársaságot legyőző franciák uralma alá került, de Napóleon bukása után 1815-ben a berlini kongresszus Dalmáciával együtt a Habsburgoknak ítélte. 1806-ban Miholj krst nevű településrésze csata helyszíne volt. A hagyomány szerint Dubrovnik ostromakor a primorjei erők itt kísérelték meg üldözőbe venni a Budima-öböl és Banići irányába vonuló a montenegrói csapatokat, ahol Szenjavin orosz admirális hajói horgonyoztak. A környező településekhez hasonlóan a lakosság többsége szegénységben élt, megélhetési forrása a mezőgazdaság és az állattartás volt. A településnek 1880-ban 58, 1910-ben 77 lakosa volt. 1918-ban az új szerb-horvát-szlovén állam, majd később Jugoszlávia része lett. A délszláv háború során 1991. október 1-jén kezdődött a jugoszláv hadsereg (JNA) támadása a Dubrovniki tengermellék ellen. Az elfoglalt települést a szerb erők kifosztották és felégették. 1992. májusáig lényegében lakatlan volt. A háború után rögtön elkezdődött az újjáépítés. 1996-ban újabb csapásként földrengés okozott súlyos károkat. 1997-ben megalakult Dubrovačko primorje község, melynek Podgora is része lett. A településnek 2011-ben 19 lakosa volt, akik főként mezőgazdaságból, állattartásból éltek.

## Népesség
| Lakosság változása | Lakosság változása | Lakosság változása | Lakosság változása | Lakosság változása | Lakosság változása | Lakosság változása | Lakosság változása | Lakosság változása | Lakosság változása | Lakosság változása | Lakosság változása | Lakosság változása | Lakosság változása | Lakosság változása | Lakosság változása |
| ------------------ | ------------------ | ------------------ | ------------------ | ------------------ | ------------------ | ------------------ | ------------------ | ------------------ | ------------------ | ------------------ | ------------------ | ------------------ | ------------------ | ------------------ | ------------------ |
| 1857               | 1869               | 1880               | 1890               | 1900               | 1910               | 1921               | 1931               | 1948               | 1953               | 1961               | 1971               | 1981               | 1991               | 2001               | 2011               |
| 0                  | 0                  | 58                 | 61                 | 61                 | 77                 | 85                 | 80                 | 78                 | 72                 | 71                 | 72                 | 55                 | 33                 | 33                 | 19                 |

(1857-ben és 1869-ben lakosságát Lisachoz számították.)

## Nevezetességei
Szent Kereszt temploma 1835-ben épült, 2003-ban megújították. A templom a Mravinjice faluból Podgora irányába vezető út mentén áll. Egyhajós, apszis nélküli, kelet-nyugati tájolású épület. Mellette a falu temetője található régi sírkövekkel. A "Miholjkrst" helynév, valamint több sírkő egy potenciális régészeti zóna lehetőségére utal, vagyis arra, hogy a templom egy korábbi szakrális épület helyén épült.

## Gazdaság
A helyi gazdaság a mezőgazdaságon alapul, mellette az állattartás jelentős.